# Parlatoria arengae
Parlatoria arengae är en insektsart som beskrevs av Sadao Takagi 1969. Parlatoria arengae ingår i släktet Parlatoria och familjen pansarsköldlöss. Inga underarter finns listade i Catalogue of Life.